# 혼합 신경
혼합 신경 (mixed nerve)은 감각 신경 섬유(구심성 신경 섬유)와 운동 신경 섬유(원심성 신경 섬유)를 모두 포함하는 신경 섬유이다. 모든 척수 신경은 혼합 신경이다. 일부 뇌신경은 혼합 신경이다.

## 예시
- 척수신경[4]

- 어깨위신경
- 음부신경
- 폐쇄신경
- 대퇴신경
- 궁둥신경

### 뇌신경
- 삼차신경 (CN V)[5]
- 얼굴신경 (CN VII)[5]
- 혀인두신경 (CN IX)[5]
- 미주신경 (CN X)[5]